# Trichorthosia inquisita
Trichorthosia inquisita là một loài bướm đêm trong họ Noctuidae.